# Huygens
För andra betydelser, se Huygens (olika betydelser).
Huygens (efter Christiaan Huygens) är en rymdsond utsänd av ESA den 15 oktober 1997 som den 14 januari 2005 landade på en av Saturnus månar, Titan, efter att ha separerats från moderfarkosten Cassini den 25 december 2004. Sonden kom in i atmosfären 11:13 och landade 13:45. Titan anses vara av extra vetenskapligt intresse eftersom dess atmosfär har stora likheter med Jordens innan livets uppkomst.
På farkosten fanns tolv vetenskapliga experiment. De mätte atmosfärens innehåll (på ett flertal olika sätt, både med avseende på olika gaskoncentrationer och aerosoler), vindhastigheter, planetytans egenskaper med mera.
De flesta mätningarna utfördes som planerat under den cirka 2 timmar långa nedstigningen. Om sonden skulle överleva själva landningen var ända sedan projektets planering en öppen fråga och det ansågs mest som en lyckosam bonus ifall man skulle få någon data från månens yta. Landningen gick dock bra och Huygens sände data och bilder via Cassini tillbaka till jorden under några timmar.
De signaler som sändes togs emot av Nasas Deep Space Network och vidarebefordrades till Esas kontrollstation i Darmstadt i Tyskland. De första signalerna togs emot klockan 17:19.

## Vetenskapliga resultat
Mätningar från atmosfären visar att månens stratosfär består av en likformig blandning av metan och kvävgas. I troposfären ökar metanhalten med minskad höjd. Moln av metan finns på 20 kilometers höjd.
Nedfarten genom atmosfären gick ryckigare än förväntat på grund av en oväntad vindprofil på 25 kilometers höjd.

## Galleri
- Den här filmen är skapad med data som samlats in under Huygenssondens nerstigning och landning 14 januari 2005, kameran finansierades av NASA.

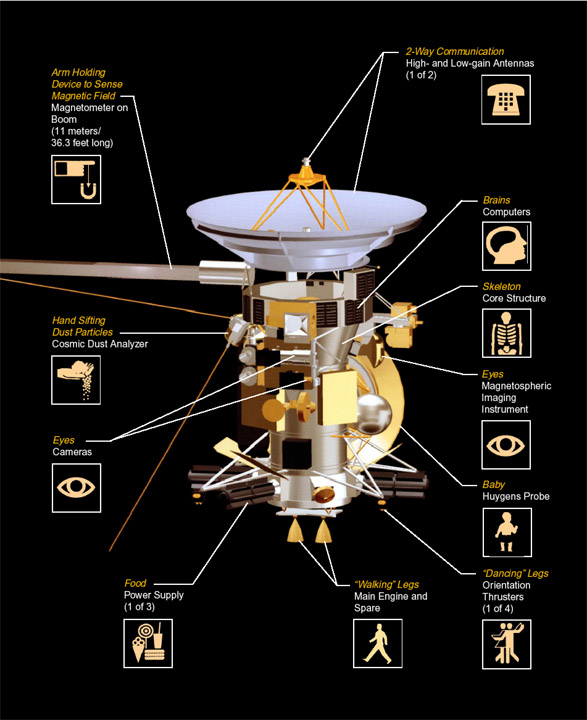
Rymdsonden Cassini med sina olika komponenter och Huygens
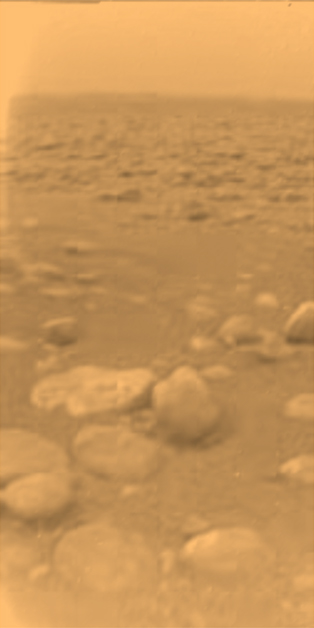
Bild från Titan tagen av Huygens.

### Fotnoter
1. ↑  ”NASA Space Science Data Coordinated Archive” (på engelska). NASA. https://nssdc.gsfc.nasa.gov/nmc/spacecraft/display.action?id=1997-061C. Läst 1 april 2020.